# Моховое (Ульяновская область)
Моховое — посёлок Радищевского района, административный центр Ореховского сельского поселения.

## География
Находится на расстоянии примерно 21 километр по прямой на северо-восток от районного центра — посёлка Радищево.

## История
Оба поселка Круглое Моховое и Долгое Моховое обязаны своим названием Моховому болоту находившемуся под Ореховской горой.
поселок Круглое Моховое основан по Столыпинской реформе в 1909 году на землях 34 оброчной статьи состоял из 18 приусадебных участков расположенных буквой П вокруг начала оврага средний . С годами сделают плотину и построят еще 4 усадьбы замкнув П образное  расположение усадеб.  Так образуется большая круглая площадь внутри поселения впоследствии давшая название поселку. Заселят поселок в основном крестьяне села Соловчиха и три семьи служивых козаков. В период коллективизации население поселка увеличится вдвое за счет  переселившихся сюда потомков Хорольских казаков из Вишневого и Волчанки.
поселок Долгое Моховое основан по Столыпинской реформе в 1909 году на землях 33 оброчной статьи состоял из 25 усадебных участков расположенных в два длинных порядка. Поселок заселят выходцы из села Черемоховки Троицкой волости Сызранского уезда,из сел Средниково, Новой Рачейки и потомки Хорольских казаков Полтавской губернии.
Два поселка стоящие на расстоянии менее километра друг от друга, но находящиеся на разных оброчных статьях практически большую часть своего существования будут относиться к разным Сельским советам. Только при образовании колхоза Победа они территориально объединятся.

## Население
Население составляло 41 человек в 2002 году (русские 80 %), 21 по переписи 2010 года.